# Şılıktı

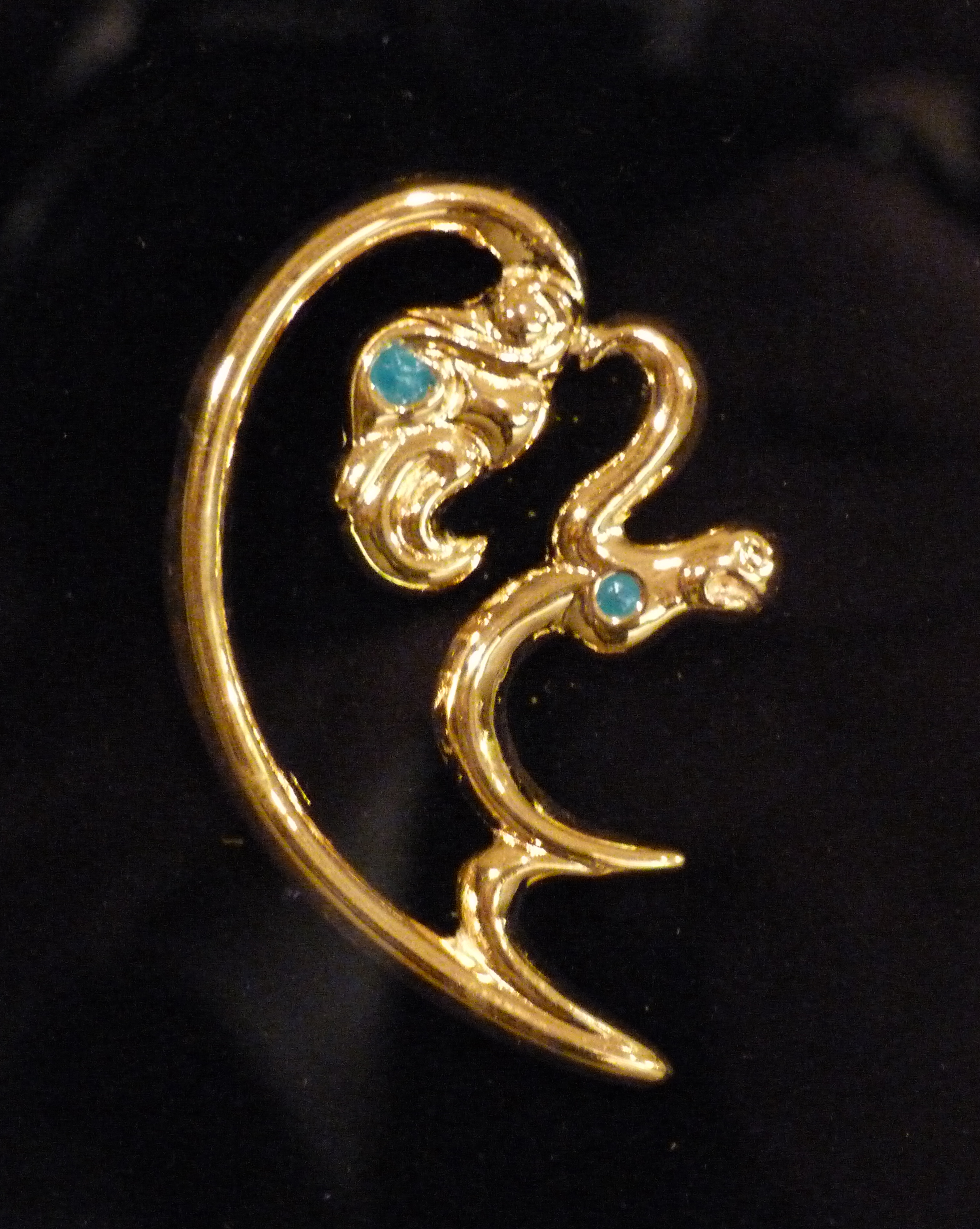
De omtrek van een adelaar met gedraaide kop

De Şılıktı-grafheuvels (Kazachs: Шілікті қорымы, ook geschreven als Shilikty of Chilikti) is een groep vroege Sakische grafheuvels in het district Zaisan van de regio Oost-Kazachstan, in een vallei omringd door de Tarbagataj-, Sauyr- en Mañyraq-bergkammen, 100 km ten zuiden van het Zaisanmeer.
In Centraal- en Oost-Kazachstan zijn meerdere soortgelijke begraafplaatsen bekend, zoals Taldy, Maiemer en andere.

## Onderzoek en bescherming
Aan het begin van de 20e eeuw werden de monumenten van de Şılıktı-vallei onderzocht door een waterbouwkundig ingenieur uit Semipalatinsk, G.N. Boki. In het midden en tweede helft van de 20e eeuw begon men met het systematisch bestuderen van grafheuvels. In 1949 voerde de expeditie naar Oost-Kazachstan van het archeologisch instituut van de Academie van Wetenschappen van de USSR te Leningrad, onder leiding van Sergej Tsjernikov, archeologische verkenningen en vervolgens opgravingen uit van grafheuvel nr. 7, met deelname van medewerkers van het Centraal Museum van Kazachstan en het instituut voor archeologie en etnografie van de Academie van Wetenschappen van de Kazachse SSR. In 1960 werden grafheuvels nr. 3, 4 en 5 onderzocht, en begin jaren 1970 nr. 35, 2a en 10.
In 1982 werd de begraafplaats van Şılıktı opgenomen op de lijst van historische en culturele monumenten van nationaal belang en onder staatsbescherming geplaatst.
Het archeologisch onderzoek van de Şılıktı-monumenten werd in 2003 hervat door een archeologische expeditie van de Nationale Al-Farabi Universiteit van Kazachstan onder leiding van Äbdeş Töleubaev met opgravingen van de grafheuvels Şılıktı-1, 2 en 3.

## Beschrijving
In totaal zijn er meer dan 200 grafheuvels uit het vroege nomadische tijdperk geïdentificeerd, waaronder 50 "koninklijke" grafheuvels tot wel 100 m in diameter en 8-10 m hoog. Ongeveer 120 grafheuvels zijn geconcentreerd in een gebied van ongeveer 1×6 km in het centrum van de vallei.
Heuvel nr. 5 (diameter 66 m, hoogte 6 m) ofwel Bäigetöbe, waarvan de artefacten de grootste bekendheid hebben gekregen, werd in 1960 onderzocht. De heuvel bevatte een rechthoekige constructie van lariksstammen, waarvan de openingen waren opgevuld met steen. De constructie van 4,8 x 4,6 m groot en 1,2 m hoog was 1 m diep in de grond ingegraven. Aan de oostkant bevond zich een dromos. Aan de voet van de heuvel was deze omgeven door een ring van drie rijen grote stenen. Ondanks het feit dat de grafheuvel in de oudheid was geplunderd, werden er toch voorbeelden gevonden van gouden voorwerpen die waren gemaakt in de Scythisch-Siberische dierenstijl. Onder de in totaal 535 gouden voorwerpen bevonden zich plaquettes in de vorm van een hert met gebogen poten die een pijlkoker versierden, omtrekfiguren van adelaars met het hoofd naar achteren gedraaid, opgerolde katachtige roofdieren, figuren van wilde zwijnen en vissen uit folie gesneden en versierd met turquoise inzetstukken en korrels, plaquettes in de vorm van een vogel met uitgespreide vleugels, enz. De resten van de koker bleken 13 bronzen pijlpunten te bevatten.